# Piedra Ancha II
Piedra Ancha II är en ort i Mexiko.   Den ligger i kommunen Tlatlaya och delstaten Mexiko, i den södra delen av landet, 140 km sydväst om huvudstaden Mexico City. Piedra Ancha II ligger 1 196 meter över havet och antalet invånare är 411.
Terrängen runt Piedra Ancha II är huvudsakligen kuperad, men söderut är den bergig. Runt Piedra Ancha II är det ganska glesbefolkat, med 47 invånare per kvadratkilometer. Närmaste större samhälle är Amatepec, 5,0 km nordost om Piedra Ancha II. I omgivningarna runt Piedra Ancha II växer huvudsakligen savannskog.